# 21711 Wilfredwong
21711 Wilfredwong là một hành tinh dạng nhỏ được phát hiện ngày 7 tháng 9 năm 1999 bởi LINEAR.